# 塞瓦斯托波爾灣

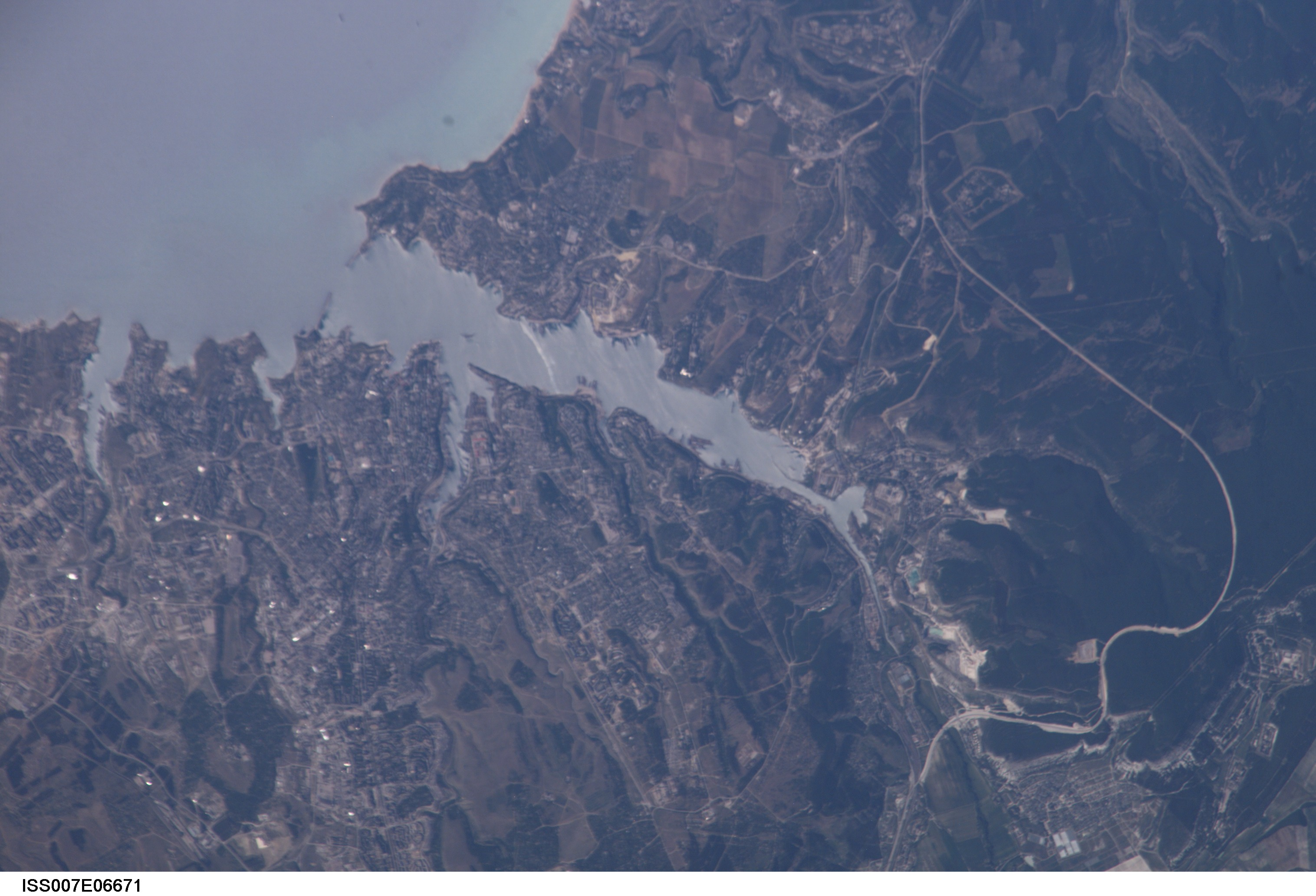
塞瓦斯托波爾灣衛星圖

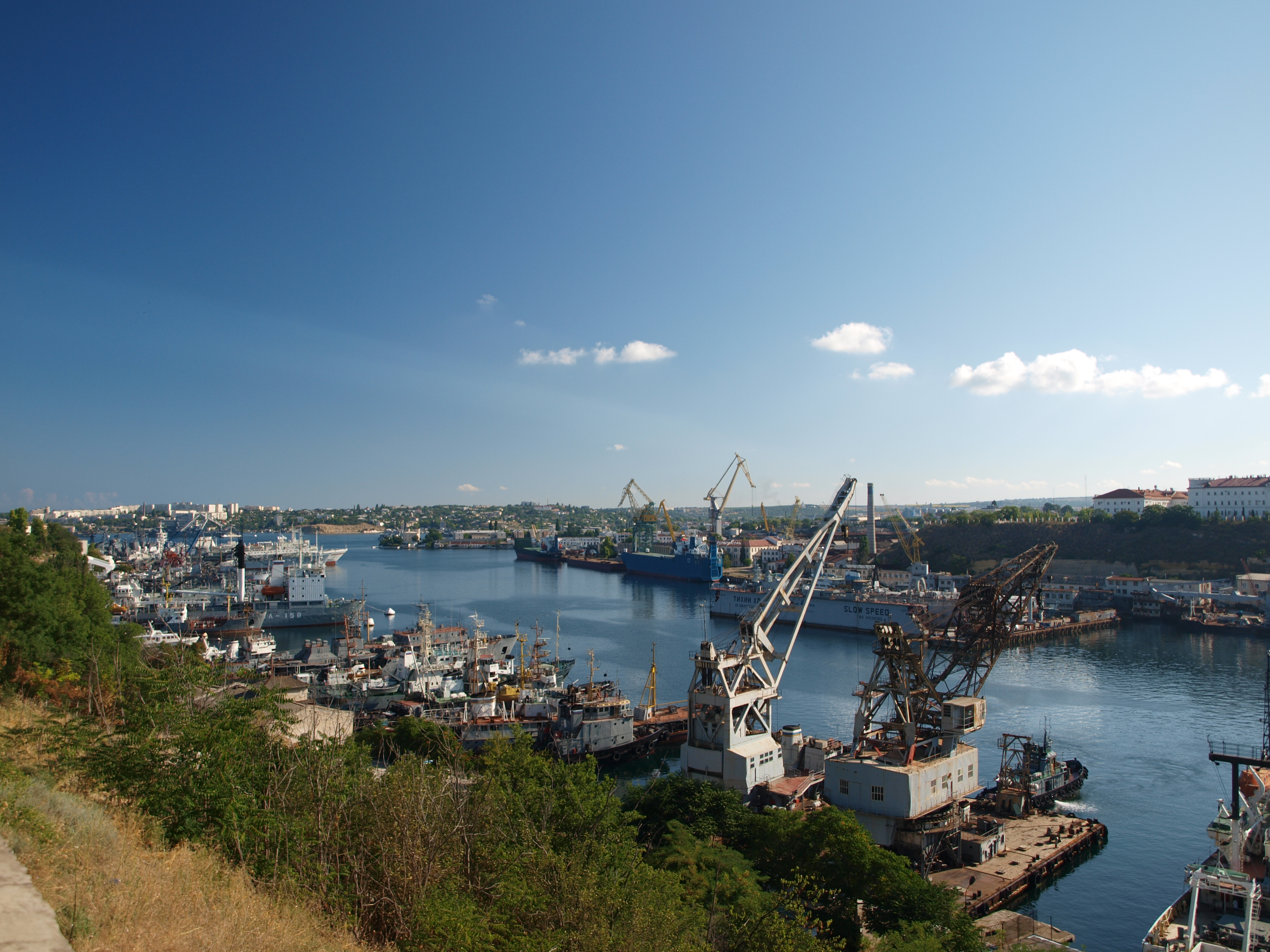
塞瓦斯托波爾港

44°37′10″N 33°32′24″E / 44.61931°N 33.53988°E
塞瓦斯托波爾灣（俄语：Севастопольская бухта），位於俄占克里米亞西南部的海灣，被塞瓦斯托波爾市圍繞，長6.5公里、寬1公里，面積7.96平方公里，海岸線長度25.5公里，平均水深12.5米，最大水深21米。